# Pafawag 1B/2B
Pafawag 1B/2B (seria początkowo E53, od 1959 EW53) – elektryczne zespoły trakcyjne wyprodukowane w latach 1954–1956 przez zakłady Pafawag we Wrocławiu w liczbie 20 sztuk. Do 1985 były eksploatowane na liniach podmiejskich w Warszawskim Węźle Kolejowym. Żaden z egzemplarzy nie został zachowany do celów muzealnych.

## Geneza, projekt i produkcja
Po II wojnie światowej w Warszawskim Węźle Kolejowym odbudowano ze zniszczeń trzy zelektryfikowane linie podmiejskie oraz zelektryfikowano kolejne dwa odcinki. Do obsługi tych tras potrzebnych było 110 elektrycznych zespołów trakcyjnych, podczas gdy z 76 przedwojennych pojazdów tego rodzaju odbudowanych zostało 36, a kolejnych 10 mogło zostać odbudowanych, ale zabrakło do nich wyposażenia. Państwo, ze względu na zły stan krajowego przemysłu, rozpoczęło starania o nowe zagraniczne urządzenia i tabor.
W 1945 i 1947 zawarto dwie umowy ze szwedzkim przedsiębiorstwem ASEA na dostawę urządzeń i taboru. Na początku 1949 natomiast PKP podpisały umowę z brytyjskim Contractors Committee for the Electrification of Polish Railways obejmującą dostawę urządzeń do odbudowy zespołów przedwojennych oraz kompletów wyposażenia elektrycznego dla 30 jednostek elektrycznych i 8 elektrowozów. Rozpoczęto wówczas rozmowy z krajowym przemysłem w sprawie odbudowy 10 zespołów serii EW51 oraz budowy części mechanicznej 20 nowych zespołów i 8 lokomotyw. Przemysł nie podjął się odbudowy starszych jednostek, ale zdecydowano za to o budowie nowych elektrowozów i elektrycznych zespołów trakcyjnych.
Na przełomie 1950 i 1951 Centralne Biuro Konstrukcyjne Przemysłu Taboru Kolejowego z Poznania według wytycznych Biura Elektryfikacji Kolei opracowało projekt nowego EZT, któremu nadano typ konstrukcyjny 1B/2B. Część elektryczną zaprojektował Jan Gottschalk, natomiast część mechaniczną Stanisław Mossakowski. Układ wagonów, wnętrze i wózki były zbliżone do tych zastosowanych w szwedzkich zespołach serii EW54, gdyż wytyczne projektowe do nich również opracowało BEK. Parametry trakcyjne i techniczne natomiast zbliżone były do jednostek serii EW51, gdyż zastosowano te same silniki trakcyjne.
Budowę pierwszego egzemplarza rozpoczęto pod koniec 1952. Następnie przyszło załamanie planów produkcyjnych wrocławskiego Pafawagu, w związku z czym, po wykonaniu podwozi i nadwozi wagonów, prace wstrzymano. Na początku 1954, po pokonaniu trudności, zakład powrócił do produkcji prototypu. Niektóre części do jednostki, których nie można było wykonać na miejscu, dostarczyły inne przedsiębiorstwa, w tym również niezwiązane z branżą kolejową. Montaż końcowy rozpoczęto w połowie marca i zaplanowano wówczas, że potrwa on do lipca. Ostatecznie skład został ukończony 20 kwietnia, o czym pracownicy Pafawagu zameldowali o godz. 11:30.
W latach 1954–1956 wykonano łącznie 20 jednostek typu 1B/2B. Były to pierwsze EZT zaprojektowane w powojennej Polsce, a także pierwsze EZT wyprodukowane przez te zakłady.

## Konstrukcja

### Nadwozie
Elektryczne zespoły trakcyjne serii EW53 składały się z trzech wagonów – skrajnych rozrządczych typu 1B i środkowego silnikowego typu 2B. Wagony w składzie były połączone ze sobą sprzęgami krótkimi, które mogły być rozłączane jedynie w warunkach warsztatowych. Jednostki natomiast łączono za pomocą sprzęgu samoczynnego. Zespoły te były przystosowane do jazdy w trakcji ukrotnionej do trzech zespołów z jednostkami tej samej serii, jak również z seriami EW51 i EW52.
Pudła pojazdów były stalowe, spawane, wykonane jako samonośne. W ścianach, podłodze i suficie zastosowano izolację cieplną i akustyczną wykonaną z płyt korkowych. Okna w ścianach bocznych były opuszczane, a w ścianach czołowych stałe. W zespołach tego typu po raz pierwszy zamontowano tablice kierunkowe z nazwą stacji końcowej na czołach wagonów rozrządczych.

### Wnętrze
W porównaniu z zespołami przedwojennymi zwiększona została liczba drzwi wejściowych w celu przyspieszenia wymiany pasażerów. Wagony rozrządcze miały 3, natomiast silnikowy 2 pary dwuskrzydłowych drzwi sterowanych centralnie na stronę składu.
W każdym z wagonów rozrządczych na czole znajdowała się kabina maszynisty. Za nią umiejscowiony był przedział pasażerski z 8 miejscami siedzącymi, a następnie przedsionek wejściowy, kolejny przedział z 24 miejscami, drugi przedsionek, trzeci przedział z 20 miejscami i toaletą, trzeci przedsionek oraz czwarty przedział z 16 miejscami i przejściem międzywagonowym. W wagonie silnikowym mieścił się przedział z 16 miejscami, przedsionek wejściowy, przedział z 32 miejscami przedzielony przedziałem służbowo-bagażowym z aparaturą elektryczną, drugi przedsionek i przedział z 16 miejscami.
W przedziałach pasażerskich umieszczono ławki o układzie 2+2 wzdłuż środkowego przejścia. Zostały one wykonane z drewna na metalowej konstrukcji. Ponadto w przedsionkach wejściowych umieszczone były siedzenia odchylne. Ściany wewnętrzne były wyłożone płytami pilśniowymi malowanymi farbą olejną. Podłoga była wykonana z desek i pokryta linoleum. Oświetlenie stanowiły żarówki umieszczone na suficie w osi symetrii okien. Wagony były ogrzewane grzejnikami elektrycznymi oporowymi zamontowanymi pod siedzeniami.
Podobnie jak w zespołach przedwojennych szafy z aparaturą elektryczną umieszczono w wagonie silnikowym. Po jednej stronie umieszczono większą szafę WN z otwieranymi na zewnątrz drzwiami dwuskrzydłowymi, natomiast po drugiej szafę nn z drzwiami jednoskrzydłowymi. W pomieszczeniu, w którym się znajdowały, urządzono przedział służbowo-bagażowy z otwieranymi ręcznie czteroskrzydłowymi drzwiami uchylnymi na każdym boku pojazdu. Przedział ten był na stałe zamknięty na klucz, przez co cały pojazd podzielony był na dwie części dostępne dla podróżnych.

### Podwozie
Każdy z wagonów był oparty na dwóch dwuosiowych wózkach z belką bujakową. Rama każdego wózka była ramą zewnętrzną spawaną z blach tłoczonych i stalowych kształtowników. Zestawy kołowe natomiast miały łożyska toczne prowadzone w widłach podłużnic ramy wózka. Usprężynowanie wagonu wykonano jako trzystopniowe i składały się na nie sprężyny piórowe nad łożyskami zestawów kołowych, sprężyny śrubowe przy wieszakach zestawów kołowych oraz sprężyny piórowe pod belką skrętową wózka.
Rozstaw osi każdego wózka wynosiła 2700 mm. Koła napędne miały średnicę 1000 mm, a toczne 940 mm.

### Układ napędowy i hamulcowy
Na dachu wagonu silnikowego znajdował się odgromnik oraz dwa pantografy typu AKP-1 wraz z ich odłącznikami. Pantografy fabrycznie montowane były na platformach podobnych jak w pojazdach serii EW51 i EW52.
Każdy pojazd wyposażony był w 4 szeregowe silniki trakcyjne typu PK601 o łącznej mocy ciągłej 432 kW i godzinowej 597 kW. Były one zawieszone do wózka za nos i napędzały zestawy kołowe przez jednostronne przekładnie zębate o zębach prostych i przełożeniu 21:74. Opory rozruchowe zlokalizowane były w skrzyniach pod ostoją wagonu silnikowego.
Jednostki wyposażono w samoczynny hamulec pneumatyczny i elektropneumatyczny Westinghouse’a. W wagonach rozrządczych ponadto zamontowane były urządzenia do regulacji siły hamowania w zależności od obciążenia wagonu pasażerami.

## Eksploatacja
| Państwo | Przewoźnik | Liczba sztuk | Oznaczenie                                   | Lata eksploatacji |             |
| ------- | ---------- | ------------ | -------------------------------------------- | ----------------- | ----------- |
| Polska  | PKP        | 20           | E53-01 ÷ 20 (do 1959) EW53-01 ÷ 20 (od 1959) | 1954–1985         | [ 2 ] [ 7 ] |

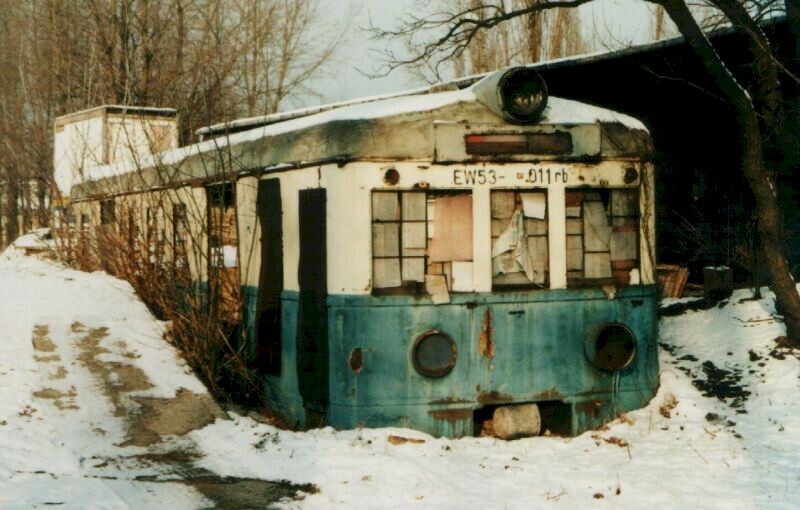
Pudło jednego z wagonów w okolicach stacji Warszawa Praga w 2002

Wszystkie jednostki typu 1B/2B skierowano do lokomotywowni Warszawa Grochów i obsługi ruchu podmiejskiego w węźle warszawskim. Początkowo wagony rozrządcze oznaczano numerami od 93050 wzwyż, a silnikowe od 92050 wzwyż. Równocześnie całe zespoły oznaczano serią E53, a od 1 lipca 1959 jednostki oznaczano wyłącznie serią EW53 i numerami od 01 do 20.
Po kilku latach eksploatacji zaczęły pękać ramy wózków. W późniejszym okresie w części serii fabryczne mocowania pantografów zastąpiono prostszą konstrukcją stosowaną w pojazdach serii EW55 i EN57. Składały się na nią cztery wsporniki w kształcie odwróconej litery V przyspawane do dachu.
Pod koniec I półrocza 1982 na stanie Centralnej Dyrekcji Okręgowej Kolei Państwowych znajdowało się 19 jednostek serii EW53, a w 1985 seria ta została całkowicie wycofana z eksploatacji. Po zakończeniu służby na PKP większość pojazdów zezłomowano nie zachowując żadnego egzemplarza do celów muzealnych. Pudła niektórych wagonów rozrządczych służyły przez pewien czas jako magazyny.